# Phantasy Star III: Generations of Doom
Phantasy Star III: Generations of Doom(時の継承者 ファンタシースターIIIToki no Keishousha Phantasy Star III, Les Successeurs du Temps Phantasy Star III) est un jeu de rôle développé par Sega AM7 et édité par Sega en 1990 sur Mega Drive. Il s'agit du troisième épisode de la série Phantasy Star, sorti également en Europe et aux États-Unis en 1991 ainsi qu'au Brésil en 1998,.

## Personnages

### Première génération
- Rhys : prince de Landen, il part à la rescousse de sa mystérieuse promise amnésique, capturée par un dragon le jour du mariage. Orakien, il tient pour responsable le peuple layien de l'enlèvement.
- Maia : retrouvée inconsciente sur la plage par Rhys, elle ne se souvient pas de son passé. Capturée dès le début de l'aventure, elle se révèlera être une princesse layienne du royaume Cille.
- Mieu : cyborg obéissant aux descendants d'Orakio, elle aide les différents héros dans leurs quêtes, après avoir été activée par Rhys.
- Wren : à l'instar de Mieu, Wren est au service des héros du jeu. Rhys le rencontre sur Aridia, dans une caverne à l'Ouest. Wren a la capacité de réguler la tour de contrôle météorologique (Weather System Control).
- Lyle : personnage mystérieux qui apparait plusieurs fois avant d'aider Rhys à rétablir le climat d'Aquatica. Finalement, il affrontera Rhys en duel dans le château de Shushoran, lorsqu'il révèlera son appartenance au clan Layien. Lyle a le don de se transformer en dragon et est celui qui ravit Maia, puis permit Ayn d'atteindre la ville de Techna avant de mourir.
- Lena : la princesse de Satera, qui aida à Rhys de s'évader du donjon de Landen. Elle finira par tomber amoureuse de ce dernier.

### Seconde génération

#### Génération de Nial
- Nial : fils de Rhys et de Lena, il part affronter Lune qui envoie des hordes de monstres sur Landen, accompagné de Mieu et Wren, après le massacre de Satera.
- Ryan : chef d'un groupe rebelle sur Elysium, il lutte activement contre Lune et se joint à Nial afin de l'affronter.
- Alair : sœur de Lune, elle tente d'améliorer les relations entre son frère et le royaume de Divisia qui la fait prisonnière. Nial la libèrera et l'épousera finalement.
- Laya : figure emblématique du jeu, elle apparaît dans plusieurs générations. Sœur cadette de la grande Laya, elle fut maintenue en vie grâce à des prêtres. Elle seule peut se servir du pendentif de Laya (Laya's Pendant) qui permet le déplacement à travers les temples qui lui sont dédiés (Laya's temples).
- Lune : adversaire de Nial, il est à l'origine des monstres attaquant Alisa III. Il renforce ses attaques dès qu'il apprend la captivité d'Alair, mais finalement capitule face à Nial et reconnaîtra ses erreurs grâce à Alair et Laya.

#### Génération d'Ayn
- Ayn : fils de Rhys et Maia, il lutte contre l'invasion mystérieuse de cyborg provenant d'Azuria, dont sont victimes les royaumes de Cille et Shushoran.
- Siren : responsable de l'armée de cyborg et lui-même androïde, il se désintègre à l'issue du jeu, rongé par la folie.
- Thea : fille de Lyle et cousine d'Ayn, elle est enlevée par des cyborgs au château de Lensol, d'où Ayn, Mieu et Wren la secourront.
- Sari : fille de Lena, elle affronte Ayn avant de s'unir à son groupe et de partir pour Azuria. Elle devra affronter Thea pour gagner le cœur d'Ayn.

### Troisième génération
- Sean : fils d'Ayn et Thea, il lutte pour trouver le vaisseau responsable de la mort de ses parents et de la destruction d'Azuria.
- Crys : fils de Sari et Ayn, qui l'envoient trouver les pilotes capables de rétablir la trajectoire leur vaisseau, Alisa III.
- Aron : fils de Nial et Alair, cousin de Kara. Il est chargé de trouver le vaisseau qui a attaqué Dahlia, lune où il est né et vit aux côtés de Nial, Alair, Lune et Kara.
- Adan : fils de Nial et Laya, frère jumeau de Gwyn. Il recherche les raisons des secousses mystérieuses dont est frappé Landen.
- Gwyn : fille de Laya et Nial, elle suit son frère dans sa mission et est dotée de la capacité à voir l'avenir dans ses rêves.
- Laya : voir ci-dessus
- Kara : fille de Lune, elle aide volontiers les quatre héros dans leur mission, représentante de son père. En fonction de votre héros, sa personnalité est différente : avec Aron et Adan, elle est capable d'utiliser des sorts de soin alors qu'avec Crys et Sean, elle se sert de sorts offensifs.
- Miun : cyborg endommagé au bord de la folie, errant dans le désert d'Aridia.

### Système générationnel
Le jeu est basé sur le contrôle de héros, répartis sur 3 générations :
```
                         Rhys
                        /    \
                    Nial      Ayn
                    /  \      /  \
                Aron   Adam  Sean Crys
```

## Alisa III
Il s'agit du vaisseau dans lequel évolue le scénario de PS III.
De chaque côté se trouvent les lunes Dahlia et Azuria, respectivement à l'Ouest et à l'Est du vaisseau.
```
                    Landen—Aquatica
                     /   \   /   \
               Alysium—Aridia—Draconia
                     \   /   \   /
                   Frigidia—Terminus
```

## Commentaire
Cet opus de la série de jeu de rôle phare de Sega dans les années fin 80/début 90 rompt avec les autres épisodes. En effet, les fans de Phantasy Star II furent majoritairement déçus par le changement : l'histoire sort du cadre tri-planétaire d'Algo, l'ambiance futuriste disparaît, le design est totalement différent, à tel point que Phantasy Star IV reprendra le profil de Phantasy Star II et Phantasy Star III restera unique en son genre.
Parmi les richesses scénaristiques du jeu, l'aspect religieux est particulièrement travaillé. En effet, deux clans s'affrontent, au début du moins, les Layiens et les Orakiens. Au delà d'une simple différence de foi, un réel travail a été accompli sur leurs civilisations respectives. Les Orakiens ne pratiquent pas la magie, se battent avec des armes tranchantes (épées pour les hommes, couteaux pour les femmes) et les femmes ont une éducation guerrière (pantalon, cheveux court, cf Lena et Sari). À l'inverse, les hommes de culture Layienne se laissent pousser les cheveux (Lyle, Ayn), se battent avec des bâtons et pratiquent la magie, tout comme les femmes, elles-mêmes se battant avec des boomerangs, et sont plus féminines que les Orakiennes (Thea, Kara).
Cet univers rappelle, et ce n'est sans doute pas un hasard, le XVIe siècle en Angleterre. D'une part, la succession est au cœur des deux époques (Mary I / Elizabeth I ; Mary Stuart / James VI), problème qui surgit à la fin de chaque génération de Phantasy Star III, d'autre part, l'ère élizabethaine est celle du Religious Settlement, soit le conflit entre les Catholiques, les Luthériens (Protestants) et les Calvinistes (Puritains). Parmi les points de discordes entre les 2 Églises, on retrouve entre autres, la décoration et les ornements des lieux de culte ainsi que le port de bijoux religieux. On remarque que les Orakiennes portent des boucles d'oreille, alors que ce n'est pas dans la culture des Layiennes. Il y a donc un véritable travail de profondeur dans ce jeu.
Malgré une réalisation graphiquement pauvre, dont fut victime le jeu lors de sa parution, un des aspects particulièrement intéressant est la tolérance entre les deux groupes 'religieux' exposés dans le scénario. Le premier héros, Rhys, part en guerre contre le groupe adverse, mais au fil des générations, les héros sont inévitablement métissés et une union se forme pour la survie de l'espèce. Assez utopique, mais pertinent aujourd'hui, où de tels problèmes existent.

## Équipe de développement
- Réalisation / écriture : Akinori Nishiyama (Chiemushi)
- Assistant réalisateur : Hirota Saeki (Psyche)
- Directeur artistique : Chaotic Kaz
- Character Design : Toru Yoshida (Yoshibon)[réf. nécessaire]
- Mechanical Design : Judy Totoya
- Design : Rieko Kodama, Myau Choko, Naoto Ōshima (Bigisland), Ichiemon, Wakasama, Stresteles, Hitoshi Yoneda (G. Chie Yonesan), Gen
- Compositeur musiques : Tokuhiko Uwabo
- Effets sonores : Navy, Tarnya
- Assistant Programmeur : Tapkara Sat
- Programmeur : Com Blue
- Producteur / programmeur : Yuji Naka

## Portages
- Phantasy Star Collection sur Saturn en 1998 au Japon uniquement et sur Game Boy Advance en 2002 dans le reste du monde, une compilation des 4 premiers titres de la série (3 titres sur la version GBA).
- Sega Mega Drive Collection sur PlayStation 2 en 2006 dans une compilation regroupant de nombreux jeux Mega Drive.
- Sega Mega Drive Ultimate Collection sur PlayStation 3 et Xbox 360 en 2008, accompagné de nombreux autres jeux Mega Drive.
- Phantasy Star Complete Collection sur PlayStation 2 en 2008 dans la série Sega Ages, uniquement au Japon.

## Accueil
| Phantasy Star III |      |       |
| Média             | Nat. | Notes |
| Dragon Magazine   | US   | 4/5   |